# Фарс (остан)
Фарс, Парс (перс. فارس — Fārs, або پارس — Pārs) — одна з 30 провінцій (останів) Ірану, а також історична область. Знаходиться на півдні країни, поблизу Перської затоки. Площа — 122 416 км², населення — близько 4 337 000 осіб. Адміністративний центр — місто Шираз.
ця провінція також відома як Фарсистан.